# Gustave Téry
Pour les articles homonymes, voir Téry.
Ne doit pas être confondu avec Gustave Théry.
 (mars 2022).
Si vous disposez d'ouvrages ou d'articles de référence ou si vous connaissez des sites web de qualité traitant du thème abordé ici, merci de compléter l'article en donnant les références utiles à sa vérifiabilité et en les liant à la section « Notes et références ».
Gustave Édouard Aimé Victor Téry, dit Gustave Téry, né à Lamballe (Côtes-d'Armor) le 5 septembre 1870 et mort à Paris le 21 juin 1928, est un journaliste, écrivain et pamphlétaire français. 

## Biographie
Il est le fils d'Édouard Téry, régisseur, et de Victorine Guyomar.
Normalien et agrégé de philosophie, il enseigne pendant sept ans avant d'être révoqué par le ministère de l'Instruction publique. Il exerce à Carcassonne de 1895 à 1898, puis de 1898 à 1899 au lycée de Laval. Il prend ensuite des congés de 1899 à 1903. Il rejoint ensuite le lycée de Roanne.
Attiré par le journalisme, il fonde en 1904, avec l'ex-collaborateur de L'Aurore Urbain Gohier le journal L'Œuvre, mensuel puis hebdomadaire indépendant.

S'affirmant dans les grandes lignes proche des socialistes et des anticléricaux, L'Œuvre de Gustave Téry rejoint sur la question antisémite le nationalisme intégral prôné par l'Action française de Charles Maurras. Il écrit que les socialistes doivent être antisémites pour être intégrés dans véritable mouvement national:
L’antisémitisme « gagne les milieux socialistes et recouvre insensiblement son véritable caractère : ce n’est plus le cri de guerre d’un parti, c’est un mouvement national qui s’ébauche. Révolutionnaires ou conservateurs, républicains ou royalistes, tous les Français, quelles que soient leur origine sociale, leurs convictions politiques, philosophiques ou confessionnelles, peuvent et doivent s’unir contre les Juifs. »
En 1911, L'Œuvre participe amplement à la campagne visant notamment Marie Curie. Téry y dénonce les scandales de l’époque, attaque Aristide Briand, Léon Daudet et bien d’autres. En 1915, devenu quotidien, le journal soutient le pacifisme et devient en quelque sorte le porte-parole officieux du Sinn Féin. Après le traité anglo-irlandais du 6 décembre 1921, il défend l'État libre par esprit démocratique et antimilitariste.
Gustave Téry publia le roman Le Feu d'Henri Barbusse, malgré la censure, et fit campagne pour la création d’une Société des Nations.
Il partage la vie d'Annie de Pène. Il est le père de Simone Téry.
Il meurt le 21 juin 1928 en son domicile dans le 16e arrondissement de Paris, et, est inhumé au cimetière du vieux bourg de Pléneuf-Val-André. À Lamballe, une rue et un collège ont autrefois porté son nom.

## Principales publications
- Les Cordicoles, 1902 [lire en ligne].
- Monsieur Gustave Téry, réponse à Charles Péguy dans les Cahiers de la quinzaine, 1902 [lire en ligne].
- Laïcisons la Franc-Maçonnerie ! Réponses d'un Provincial à Louis de Montalte, 1904.
- Jean Jaurès, 1907 [lire en ligne].
- Aristide Briand dit Aristide-le-cynique, 1909.
- Nos bons apôtres, comédie en 3 actes, Paris, Petit-Théâtre, 12 mai 1910.
- L'Union sacrée, nouveaux petits morceaux de Charles Maurras et Léon Daudet, choisis par Gustave Téry, 1918.
- Les Allemands chez nous, recueil d'articles parus dans L'Œuvre, 1918 [lire en ligne].
- Briey, recueil d'articles parus dans L'Œuvre, 1919.
- L'École des garçonnes, recueil d'articles parus dans L'Œuvre, 1923 [lire en ligne].
- Pour la patrie, s. d.
- Les Divorcés peints par eux-mêmes, mille et une confessions recueillies par Gustave Téry, s. d.